# Henrik Falkenberg (1815–1875)
Henrik Magnus Falkenberg af Trystorp, född 25 juli 1815 i Stockholm, Stockholm, död 31 januari 1875 Västerås, Västmanland, var en svensk friherre och officer. Åren 1865–1875 var han sekundchef för Kungl. Livregementets grenadjärkår i Västerås. Falkenberg beskrevs i Västmanlands tidning 1875 som ”[e]n riddersman i detta ords vackraste betydelse”. Henrik Falkenberg var far till agronomen friherre Melcher Falkenberg.

## Karriär
Falkenberg blev sergeant vid Svea artilleriregemente 1832. Året därpå befordrades han till fänrik och flyttades till Västmanlands regemente. Falkenberg utnämndes till löjtnant 1835, kapten 1850 och major 1862. År 1865 blev Falkenberg utnämnd till överstelöjtnant och sekundchef vid Livregementets grenadjärkår. Regementets formella chef var Konungen, men i hans frånvaro, som gällde en majoritet av tiden, var Falkenberg regementschef. 1869 befordrades han till överste i armén.

## Familj
Henrik Falkenberg tillhörde den friherrliga ätten Falkenberg af Trystorp, nr 255. Han var son till kaptenen friherre Carl Gabriel Falkenberg (1763–1836) och grevinnan Ulrika Anna Spens (1780–1833). Hans farfars far var friherre Gabriel Henriksson Falkenberg (1685–1756). Falkenberg gifte sig första gången 15 december 1850 i Arboga landsförsamling med sin halvkusins dotter Hedvig Charlotta von Post (1822–1865). De fick en son och en dotter. Efter hennes död gifte han sig en andra gång 9 juli 1866 i Stockholm med Charlotta Eleonora Silfverstolpe (1836–1911). De fick fyra söner, inklusive torvingenjören friherre Melcher Falkenberg, och en dotter.

## Titel
Falkenbergs fullständiga titel såsom den uttrycktes i han dödsannons i Vestmanlands Läns Tidning lyder: ”Konungens Troman, Sekund-Chefen för Kongl. Lif-Regem. Grenadier-Corps, Öfversten och Ridd. af Kongl. Svärds-Orden och af Kgl. Norska S:t Olofs-Orden, Högvälborne Herr Friherre Henric Magnus Falkenberg”.

## Utmärkelser
- Riddare av Kungl. Svärdsorden, 28 januari 1862.[2]
- Riddare av Kungl. norska Sankt Olavs orden, 1 november 1867.[2]